# Liga Posadeña de Fútbol
La Liga Posadeña de Fútbol es una liga regional de fútbol de Argentina que aglutina y organiza la competencia oficial de fútbol en la ciudad de Posadas y alrededores. Fue fundada el 22 de abril de 1934.
A nivel nacional, el campeonato se ubica por debajo de la 4ª categoría para los clubes indirectamente afiliados a la AFA, más específicamente debajo del Torneo Regional Federal Amateur.
Su jurisdicción comprende los departamentos de Candelaria y Capital, aunque también participan algunos equipos del departamento de San Ignacio. Tiene su sede en la calle Catamarca 2471 de la ciudad de Posadas.
Además del torneo masculino, se disputa un torneo oficial de fútbol femenino y otro de futsal, organizado por las respectivas comisiones.

## Historia
El 20 de noviembre de 1920 se fundó la Liga de Fútbol de Posadas, la primera entidad futbolística local organizada, con la afiliación de Atlético Posadas, América For Ever, Sportivo Colombo, Atlántida y Jorge Gibson Brown. Esta se disolvió en 1925, y un año después se fundó la Asociación Posadeña de Fútbol. En 1926, un representativo de la Asociación compitió en el Campeonato Nacional de Football de la Asociación Argentina, alcanzando los cuartos de final.
En 1933 apareció la Federación Misionera de Fútbol, la cual agrupó a Atlético Posadas, América For Ever, Sportivo Peñarol y Jorge Gibson Brown de Posadas; Indiano y 2 de Febrero de Candelaria, Libertad y Sportivo de San Ignacio, Atlético Oberá de Oberá, Ferrocarril y Atlético Apóstoles, Hércules y Fluvial de San Javier, Atlético San José, Atlético Concepción, de Concepción de la Sierra, Santa Inés, Bonpland y Cerro Corá, del interior. 
Un año después, tras negociaciones entre la Asociación Posadeña y la Federación Misionera, el 22 de abril de 1934 se fusionarían para dar paso a la Liga Posadeña de Fútbol y esta obtendría su personería jurídica. Los equipos fundadores de esta fueron: Atlético Posadas, América For Ever, Jorge Gibson Brown, Sportivo Peñarol, Independiente, Bartolomé Mitre, Deportivo Unión, Huracán, Asociación Racing Club y Guaraní Antonio Franco. Su primer presidente fue Cayetano Castelli, quien durante años estuvo al frente de la entidad madre del fútbol de la capital provincial y sus alrededores. 

## Equipos afiliados
En la temporada 2024, participan los siguientes clubes:  
| Equipo                                                | Localidad         | Departamento | Fecha de fundación | Estadio                        | Capacidad | Categoría |
| ----------------------------------------------------- | ----------------- | ------------ | ------------------ | ------------------------------ | --------- | --------- |
| Club Deportivo y Social 1.º de Mayo                   | Posadas           | Capital      | 2013               | No posee                       | –         | Primera A |
| Club Social, Cultural y Deportivo Atlético Acapulco   | Posadas           | Capital      | 2021               | No posee                       | –         | Primera B |
| Club Social y Deportivo Ágil                          | Gobernador Roca   | San Ignacio  | 07/08/1949         | Sin nombre                     | ?         | Primera B |
| Asociación Civil Argentinos Juniors de Posadas        | Posadas           | Capital      | ?                  | No posee                       | –         | Primera B |
| Club Atlético Posadas                                 | Posadas           | Capital      | 09/09/1912         | Pablo Pedro Labat              | 1.500     | Primera A |
| Club Atlético Bonpland                                | Bonpland          | Candelaria   | 2023               | Municipal de Bonpland          | ?         | Primera B |
| Club Atlético Candelaria                              | Candelaria        | Candelaria   | 30/10/1949         | Don Kid Meza                   | 1.500     | Primera A |
| Club Atlético Colectiveros                            | Posadas           | Capital      | ?                  | No posee                       | –         | Primera A |
| Club Mutual Crucero del Norte                         | Garupá            | Capital      | 28/06/2003         | Comandante Andrés Guacurarí    | 15.000    | Primera A |
| Club Social y Deportivo Corpus                        | Corpus Christi    | San Ignacio  | ?                  | Don Eulogio López              | 1.200     | Primera A |
| Club Social Deportivo Roca                            | Gobernador Roca   | San Ignacio  | ?                  | Sin nombre                     | ?         | Primera B |
| Club Atlético Deportivo El Brete                      | Posadas           | Capital      | 13/01/2003         | Sin nombre                     | ?         | Primera A |
| Club Estudiantes de Posadas                           | Posadas           | Capital      | ?                  | No posee                       | –         | Primera B |
| Club Social y Deportivo Estudio Galeano               | Posadas           | Capital      | 09/02/2022         | No posee                       | –         | Primera B |
| Garupá Fútbol Club                                    | Garupá            | Capital      | 07/10/2014         | No posee                       | –         | Primera A |
| Club Social, Cultural y Deportivo Atlético Garupaense | Garupá            | Capital      | 27/11/2015         | Sin nombre                     | ?         | Primera B |
| Club Andrés Guacurarí                                 | Posadas           | Capital      | 01/03/2013         | Sin nombre                     | ?         | Primera A |
| Club Deportivo Guaraní Antonio Franco                 | Posadas           | Capital      | 12/06/1932         | Clemente Fernández de Oliveira | 12.000    | Primera A |
| Club Atlético Huracán                                 | Posadas           | Capital      | 17/12/1931         | Sin nombre                     | 700       | Primera A |
| Club Atlético Itatí                                   | Posadas           | Capital      | 27/02/2004         | No posee                       | –         | Primera B |
| Club Deportivo Jorge Gibson Brown                     | Posadas           | Capital      | 16/03/1916         | Salvador Nosiglia              | 2.500     | Primera A |
| La Cantera Fútbol Club                                | Posadas           | Capital      | ?                  | Sin nombre                     | ?         | Primera A |
| Club Atlético La Picada                               | Posadas           | Capital      | 31/08/1962         | Sin nombre                     | ?         | Primera A |
| Club Deportivo y Social Luz y Fuerza                  | Posadas           | Capital      | ?                  | No posee                       | –         | Primera A |
| Club Atlético Bartolomé Mitre                         | Posadas           | Capital      | 07/10/1926         | Ernesto "Tito" Cucchiaroni     | 7.000     | Primera A |
| Club Social y Deportivo Progreso                      | San Ignacio       | San Ignacio  | ?                  | Cancha Marten                  | ?         | Primera B |
| Club San Francisco                                    | Posadas           | Capital      | 2019               | No posee                       | –         | Primera B |
| Asociación Atlético Santa Ana                         | Santa Ana         | Candelaria   | ?                  | Municipal de Santa Ana         | ?         | Primera A |
| Santo Pipó Sporting Club                              | Santo Pipó        | San Ignacio  | 03/01/1958         | Sin nombre                     | 2.000     | Primera A |
| Club Atlético Tigre                                   | Santo Pipó        | San Ignacio  | 15/10/1961         | Sin nombre                     | ?         | Primera B |
| Club Atlético Villa Cabello                           | Posadas           | Capital      | ?                  | Sin nombre                     | ?         | Primera B |
| Club Atlético Yacutinga                               | Colonia Yacutinga | San Ignacio  | ?                  | Sin nombre                     | ?         | Primera B |

1. ↑  Propiedad del municipio de Bonpland.
2. ↑  Sede ubicada en Posadas, estadio ubicado en el paraje Santa Inés cercano a Garupá.
3. ↑  Plantel principal participa en el Torneo Federal A, juega la liga con un plantel de reserva.
4. ↑  Propiedad del municipio de Corpus Christi.
5. ↑  Conocido como Huracán de Rocamora.[28]
6. ↑  Propiedad del municipio de Santa Ana.

## Clásicos
| Denominación                             | Clubes rivales                 | Clubes rivales                 |
| ---------------------------------------- | ------------------------------ | ------------------------------ |
| Clásico Misionero Moderno                | Crucero del Norte Garupá       | Guaraní Antonio Franco Posadas |
| Clásico Misionero                        | Candelaria Candelaria          | Guaraní Antonio Franco Posadas |
| Clásico Posadeño                         | Guaraní Antonio Franco Posadas | Bartolomé Mitre Posadas        |
| Clasico Posadeño Histórico               | Atlético Posadas Posadas       | Jorge Gibson Brown Posadas     |
| Clásico Posadeño Moderno                 | Guaraní Antonio Franco Posadas | Jorge Gibson Brown Posadas     |
| Clásico de Rocamora                      | Huracán Posadas                | Bartolomé Mitre Posadas        |
| Clásico Rocamora-Tajamar                 | Atlético Posadas Posadas       | Huracán Posadas                |
| Clásico de la 201[cita requerida]        | La Picada Posadas              | Luz y Fuerza Posadas           |
| Clásico de Villa Cabello[cita requerida] | Estudiantes Posadas            | Villa Cabello Posadas          |
| Clásico de Santo Pipó                    | Sporting Santo Pipó            | Tigre Santo Pipó               |
| Clásico de Garupá                        | Garupá FC Garupá               | Garupaense Garupá              |
| Clásico de Gobernador Roca               | Ágil Gobernador Roca           | Deportivo Roca Gobernador Roca |

## Clubes desafiliados y/o desaparecidos
| Equipo                                 | Ciudad     | Estado        | Notas                         |
| -------------------------------------- | ---------- | ------------- | ----------------------------- |
| Asociación Atlética Colón              | Candelaria | Desafiliado   | Última participación en 2017. |
| Asociación Civil y Deportiva El Laurel | Posadas    | Desaparecido? | Última participación en 2015. |

## Campeones

### Historial
A continuación, se listan los campeones de la Liga Posadeña de Fútbol, año por año:
| Temporada | Torneo                                            | Campeón (N°)                                      | Subcampeón                                        |
| --------- | ------------------------------------------------- | ------------------------------------------------- | ------------------------------------------------- |
| 1935      | Oficial                                           | Deportivo Unión (1) Posadas                       | ?                                                 |
| 1936      | Oficial                                           | Deportivo Unión (2) Posadas                       | ?                                                 |
| 1937      | Oficial                                           | Guaraní Antonio Franco (1) Posadas                | ?                                                 |
| 1938      | Oficial                                           | Guaraní Antonio Franco (2) Posadas                | ?                                                 |
| 1939      | Oficial                                           | Deportivo Unión (3) Posadas                       | ?                                                 |
| 1940      | Oficial                                           | Guaraní Antonio Franco (3) Posadas                | ?                                                 |
| 1941      | Oficial                                           | Deportivo Unión (4) Posadas                       | ?                                                 |
| 1942      | Oficial                                           | Deportivo Unión (5) Posadas                       | ?                                                 |
| 1943      | Oficial                                           | Guaraní Antonio Franco (4) Posadas                | ?                                                 |
| 1944      | Oficial                                           | Deportivo Unión (6) Posadas                       | ?                                                 |
| 1945      | Oficial                                           | Jorge Gibson Brown (1) Posadas                    | ?                                                 |
| 1946      | Oficial                                           | Independiente (1) Posadas                         | ?                                                 |
| 1947      | Oficial                                           | Bartolomé Mitre (1) Posadas                       | ?                                                 |
| 1948      | Oficial                                           | Bartolomé Mitre (2) Posadas                       | ?                                                 |
| 1949      | Oficial                                           | Bartolomé Mitre (3) Posadas                       | ?                                                 |
| 1950      | Oficial                                           | Jorge Gibson Brown (2) Posadas                    | ?                                                 |
| 1951      | Oficial                                           | Bartolomé Mitre (4) Posadas                       | ?                                                 |
| 1952      | Oficial                                           | Atlético Posadas (1) Posadas                      | ?                                                 |
| 1953      | Oficial                                           | Atlético Posadas (2) Posadas                      | ?                                                 |
| 1954      | Oficial                                           | Guaraní Antonio Franco (5) Posadas                | ?                                                 |
| 1955      | Oficial                                           | Guaraní Antonio Franco (6) Posadas                | ?                                                 |
| 1956      | Oficial                                           | Guaraní Antonio Franco (7) Posadas                | ?                                                 |
| 1957      | Oficial                                           | Guaraní Antonio Franco (8) Posadas                | ?                                                 |
| 1958      | Oficial                                           | Bartolomé Mitre (5) Posadas                       | ?                                                 |
| 1959      | Oficial                                           | Guaraní Antonio Franco (9) Posadas                | ?                                                 |
| 1960      | Oficial                                           | Bartolomé Mitre (6) Posadas                       | ?                                                 |
| 1961      | Oficial                                           | Guaraní Antonio Franco (10) Posadas               | ?                                                 |
| 1962      | Oficial                                           | Guaraní Antonio Franco (11) Posadas               | ?                                                 |
| 1963      | Oficial                                           | Bartolomé Mitre (7) Posadas                       | ?                                                 |
| 1964      | Oficial                                           | Guaraní Antonio Franco (12) Posadas               | ?                                                 |
| 1965      | Oficial                                           | Guaraní Antonio Franco (13) Posadas               | ?                                                 |
| 1966      | Oficial                                           | Guaraní Antonio Franco (14) Posadas               | ?                                                 |
| 1967      | Oficial                                           | Guaraní Antonio Franco (15) Posadas               | ?                                                 |
| 1968      | Oficial                                           | Guaraní Antonio Franco (16) Posadas               | ?                                                 |
| 1969      | Oficial                                           | Bartolomé Mitre (8) Posadas                       | ?                                                 |
| 1970      | Oficial                                           | Guaraní Antonio Franco (17) Posadas               | ?                                                 |
| 1971      | Oficial                                           | Bartolomé Mitre (9) Posadas                       | ?                                                 |
| 1972      | Oficial                                           | Guaraní Antonio Franco (18) Posadas               | ?                                                 |
| 1973      | Oficial                                           | Guaraní Antonio Franco (19) Posadas               | ?                                                 |
| 1974      | Oficial                                           | Bartolomé Mitre (10) Posadas                      | ?                                                 |
| 1975      | Oficial                                           | Bartolomé Mitre (11) Posadas                      | ?                                                 |
| 1976      | Oficial                                           | Atlético Posadas (3) Posadas                      | ?                                                 |
| 1977      | Oficial                                           | Bartolomé Mitre (12) Posadas                      | ?                                                 |
| 1978      | Oficial                                           | Guaraní Antonio Franco (20) Posadas               | ?                                                 |
| 1979      | Oficial                                           | Guaraní Antonio Franco (21) Posadas               | ?                                                 |
| 1980      | Oficial                                           | Bartolomé Mitre (13) Posadas                      | ?                                                 |
| 1981      | Oficial                                           | Guaraní Antonio Franco (22) Posadas               | ?                                                 |
| 1982      | Oficial                                           | Guaraní Antonio Franco (23) Posadas               | ?                                                 |
| 1983      | Oficial                                           | Guaraní Antonio Franco (24) Posadas               | ?                                                 |
| 1984      | Oficial                                           | Atlético Posadas (4) Posadas                      | ?                                                 |
| 1985      | Oficial                                           | Guaraní Antonio Franco (25) Posadas               | ?                                                 |
| 1986      | Oficial                                           | Bartolomé Mitre (14) Posadas                      | ?                                                 |
| 1987      | Oficial                                           | Guaraní Antonio Franco (26) Posadas               | ?                                                 |
| 1988      | Oficial                                           | Bartolomé Mitre (15) Posadas                      | ?                                                 |
| 1989      | Oficial                                           | Tigre (1) Santo Pipó                              | ?                                                 |
| 1990      | Oficial                                           | Tigre (2) Santo Pipó                              | ?                                                 |
| 1991      | Oficial                                           | Guaraní Antonio Franco (27) Posadas               | ?                                                 |
| 1992      | Oficial                                           | Candelaria (1) Candelaria                         | ?                                                 |
| 1993      | Oficial                                           | Atlético Posadas (5) Posadas                      | ?                                                 |
| 1994      | Oficial                                           | Tigre (3) Santo Pipó                              | ?                                                 |
| 1995      | Oficial                                           | Guaraní Antonio Franco (28) Posadas               | ?                                                 |
| 1996      | Oficial                                           | Tigre (4) Santo Pipó                              | ?                                                 |
| 1997      | Oficial                                           | Tigre (5) Santo Pipó                              | ?                                                 |
| 1998      | Oficial                                           | Tigre (6) Santo Pipó                              | ?                                                 |
| 1999      | Oficial                                           | Tigre (7) Santo Pipó                              | ?                                                 |
| 2000      | Clasificación?                                    | Guaraní Antonio Franco (29) Posadas               | ?                                                 |
| 2000      | Oficial?                                          | Candelaria (2) Candelaria                         | ?                                                 |
| 2001      | Oficial                                           | Candelaria (3) Candelaria                         | ?                                                 |
| 2002      | Clasificación                                     | Guaraní Antonio Franco (30) Posadas               | ?                                                 |
| 2002      | Oficial                                           | Guaraní Antonio Franco (31) Posadas               | ?                                                 |
| 2003      | Oficial                                           | Candelaria (4) Candelaria                         | ?                                                 |
| 2004      | Apertura                                          | Crucero del Norte (1) Garupá                      | ?                                                 |
| 2004      | Clausura                                          | Guaraní Antonio Franco (32) Posadas               | ?                                                 |
| 2005      | Apertura                                          | Atlético Misiones (1) Posadas                     | ?                                                 |
| 2005      | Clausura                                          | Guaraní Antonio Franco (33) Posadas               | ?                                                 |
| 2006      | Apertura                                          | Huracán (1) Posadas                               | ?                                                 |
| 2006      | Clausura                                          | Guaraní Antonio Franco (34) Posadas               | ?                                                 |
| 2007      | Apertura                                          | La Picada (1) Posadas                             | ?                                                 |
| 2007      | Clausura                                          | Bartolomé Mitre (16) Posadas                      | ?                                                 |
| 2008      | Clasificación                                     | La Picada (2) Posadas                             | ?                                                 |
| 2008/09   | Oficial                                           | Bartolomé Mitre (17) Posadas                      | ?                                                 |
| 2009/10   | Oficial                                           | Bartolomé Mitre (18) Posadas                      | ?                                                 |
| 2010/11   | Oficial                                           | Crucero del Norte (2) Garupá                      | ?                                                 |
| 2011/12   | Oficial                                           | Guaraní Antonio Franco (35) Posadas               | ?                                                 |
| 2012/13   | Apertura                                          | Jorge Gibson Brown (3) Posadas                    | ?                                                 |
| 2013      | Apertura                                          | Bartolomé Mitre (19) Posadas                      | Guaraní Antonio Franco Posadas                    |
| 2013      | Clausura                                          | Guaraní Antonio Franco (36) Posadas               | Candelaria Candelaria                             |
| 2013      | Oficial                                           | Bartolomé Mitre (20) Posadas                      | Guaraní Antonio Franco Posadas                    |
| 2014      | Apertura                                          | Guaraní Antonio Franco (37) Posadas               | Candelaria Candelaria                             |
| 2014      | Clausura                                          | Bartolomé Mitre (21) Posadas                      | La Picada Posadas                                 |
| 2015      | Apertura                                          | Bartolomé Mitre (22) Posadas                      | Crucero del Norte Garupá                          |
| 2015      | Clausura                                          | El Brete (1) Posadas                              | Bartolomé Mitre Posadas                           |
| 2015      | Oficial                                           | Bartolomé Mitre (23) Posadas                      | El Brete Posadas                                  |
| 2016      | Apertura                                          | Bartolomé Mitre (24) Posadas                      | Guaraní Antonio Franco Posadas                    |
| 2016      | Clausura                                          | La Picada (3) Posadas                             | Jorge Gibson Brown Posadas                        |
| 2016      | Oficial                                           | La Picada (4) Posadas                             | Bartolomé Mitre Posadas                           |
| 2017      | Apertura                                          | Sporting (1) Santo Pipó                           | Crucero del Norte Garupá                          |
| 2017      | Clausura                                          | Sporting (2) Santo Pipó                           | Bartolomé Mitre Posadas                           |
| 2018      | Anual Clasificatorio                              | Sporting (3) Santo Pipó                           | Bartolomé Mitre Posadas                           |
| 2019      | Apertura                                          | Sporting (4) Santo Pipó                           | Bartolomé Mitre Posadas                           |
| 2019      | Clausura                                          | Atlético Posadas (6) Posadas                      | La Picada Posadas                                 |
| 2019      | Oficial                                           | Sporting (5) Santo Pipó                           | Atlético Posadas Posadas                          |
| 2020      | Temporada suspendida por la pandemia de COVID-19. | Temporada suspendida por la pandemia de COVID-19. | Temporada suspendida por la pandemia de COVID-19. |
| 2021      | Oficial                                           | Bartolomé Mitre (25) Posadas                      | Sporting Santo Pipó                               |
| 2021      | Clasificatorio                                    | Huracán (2) Posadas                               | Atlético Posadas Posadas                          |
| 2022      | Apertura                                          | Guaraní Antonio Franco (38) Posadas               | La Picada Posadas                                 |
| 2022      | Clausura                                          | El Brete (2) Posadas                              | Candelaria Candelaria                             |
| 2023      | Clasificatorio                                    | Atlético Posadas (7) Posadas                      | Candelaria Candelaria                             |
| 2023      | Clausura                                          | Guaraní Antonio Franco (39) Posadas               | Jorge Gibson Brown Posadas                        |
| 2024      | Apertura                                          | Bartolomé Mitre (26) Posadas                      | La Cantera Posadas                                |
| 2024      | Clausura                                          | Bartolomé Mitre (27) Posadas                      | Jorge Gibson Brown Posadas                        |
| 2025      | Apertura                                          | Guaraní Antonio Franco (40) Posadas               | Huracán Posadas                                   |

### Palmarés
| Equipo                 | Campeonatos | Subcampeonatos | Torneos campeón | Torneos subcampeón                                                                   |
| ---------------------- | ----------- | -------------- | --- | ------------------------------------------------------------------------------------ |
| Guaraní Antonio Franco | 40          | 3              | 1937, 1938, 1940, 1943, 1954, 1955, 1956, 1957, 1959, 1961, 1962, 1964, 1965, 1966, 1967, 1968, 1970, 1972, 1973, 1978, 1979, 1981, 1982, 1983, 1985, 1987, 1991, 1995, Clasificación 2000, Clasificación 2002, Oficial 2002, Clausura 2004, Clausura 2005, Clausura 2006, 2011/12, Clausura 2013, Apertura 2014, Apertura 2022, Clausura 2023, Apertura 2025 | Apertura 2013, Oficial 2013, Apertura 2016                                           |
| Bartolomé Mitre        | 27          | 5              | 1947, 1948, 1949, 1951, 1958, 1960, 1963, 1969, 1971, 1974, 1975, 1977, 1980, 1986, 1988, Clausura 2007, 2008/09, 2009/10, Apertura 2013, Oficial 2013, Clausura 2014, Apertura 2015, Oficial 2015, Apertura 2016, Oficial 2021, Apertura 2024, Clausura 2024                                                                                                 | Clausura 2015, Oficial 2016, Clausura 2017, Anual Clasificatorio 2018, Apertura 2019 |
| Atlético Posadas       | 7           | 2              | 1952, 1953, 1976, 1984, 1993, Clausura 2019, Clasificatorio 2013 | Oficial 2019, Clasificatorio 2021                                                    |
| Tigre (Santo Pipó)     | 7           | –              | 1989, 1990, 1994, 1996, 1997, 1998, 1999 |                                                                                      |
| Deportivo Unión        | 6           | –              | 1935, 1936, 1939, 1941, 1942, 1944 |                                                                                      |
| Candelaria             | 4           | 4              | 1992, Oficial 2000, 2001, 2003 | Clausura 2013, Apertura 2014, Clausura 2022, Clasificatorio 2023                     |
| Sporting (Santo Pipó)  | 5           | 1              | Apertura 2017, Clausura 2017, Anual Clasificatorio 2018, Apertura 2019, Oficial 2019 | Oficial 2021                                                                         |
| La Picada              | 4           | 3              | Apertura 2007, Clasificación 2008, Clausura 2016, Oficial 2016 | Clausura 2014, Clausura 2019, Apertura 2022                                          |
| Jorge Gibson Brown     | 3           | 3              | 1945, 1950, Apertura 2012 | Clausura 2016, Clausura 2023, Clausura 2024                                          |
| Crucero del Norte      | 2           | 2              | Apertura 2004, 2010/11 | Apertura 2015, Apertura 2017                                                         |
| El Brete               | 2           | 1              | Clausura 2015, Clausura 2022 | Oficial 2015                                                                         |
| Huracán (Posadas)      | 2           | –              | Apertura 2006, Clasificatorio 2021 |                                                                                      |
| Atlético Misiones      | 1           | –              | Apertura 2005 |                                                                                      |
| Independiente          | 1           | –              | 1946 |                                                                                      |